# Міст через Суецький канал
30°49′41″ пн. ш. 32°19′04″ сх. д. / 30.828144444444° пн. ш. 32.317722222222° сх. д.
Міст через Суецький канал імені Хосні Мубарака або Міст єгипетсько-японської дружби — автомобільний міст, що перетинає Суецький канал в Аль-Кантара. Арабською мовою «Аль-Кантара» означає «міст».

## Опис
- Тип конструкції — Вантовий міст
- Головний проліт — 404 м
- Загальна довжина — 3 900 м
- Ширина моста — 10 м
- Дата відкриття — 9 жовтня 2001
- Висота пілонів: 154 м
- Нижній кліренс: 70 м
- Матеріали: Сталь, залізобетон

## Проектування та будівництво
Цей міст був побудований за допомогою японського уряду. 
Підрядник — консорціум Kajima Corporation, JFE Holdings, Nippon Steel
.
Японський грант, на який припадає 60 % від вартості будівництва (або 13,5 млрд ієн), був досягнутий домовленістю в ході візиту президента Мубарака в Японію в березні 1995 року, як частина більшого проекту індустріалізації Синайського півострова. Єгипет вніс решту 40 % (9 млрд ієн). Міст відкрито в жовтні 2001 року.
Міст має кліренс 70-м (над дзеркалом води), таким чином, максимальна висота суден, які можуть проходити через Суецький канал (Суецмакс), становить 68 м над ватерлінією. 